# Xenurolebias myersi
Xenurolebias myersi es una especie de pez de agua dulce actinopeterigio, de la familia de los rivulines. Es comercializado para acuariofilia, aunque es muy difícil de mantener en acuario.

## Morfología
Cuerpo muy coloreado, idóneo para acuarios, con una longitud máxima descrita de 6 cm4,5 cm. Tienen más de una docena de radios blandos en la aleta dorsal y mayor número en la anal, pero sin espinas en ninguna aleta; difiere de las demás especies de la familia por tener la aleta caudal sub-lanceolada, nunca formando una punta distintiva posterior en los individuos más adultos, y unos distintivos lunares amarillo-claros en la porción distal de la aleta anal en los machos.

## Distribución y hábitat
Se distribuyen por las cuencas fluviales de los ríos costeros de Brasil, junto a la costa del océano Atlántico. Son peces de agua dulce, de comportamiento bentopelágico no migratorio, que prefieren aguas tropicales entre 23 y 28 °C, sobre todo en las lagunas que se forman en temporada de lluvia, así como en las llanuras de inundación de los ríos.